# Liste des codes pays utilisés par l'OTAN
Voici la liste des codes pays utilisés par l'OTAN. Comme l'indique l'ouvrage donné en référence, il s'agit non pas des pays membres de l'OTAN mais d'abréviations concernant tous les pays existants et que les forces de l'OTAN doivent utiliser dans leurs communications.
Jusqu'à la septième édition, il s'agissait de digrammes (codes de deux lettres). La huitième édition promulguée le 19 février 2004 (pour une mise en application effective au 1er avril 2004) passe à trois lettres (trigrammes) afin de résoudre les conflits avec la norme ISO 3166-1, qu'elle adopte avec une seule exception : pour des raisons diplomatiques, la Macédoine continue d'être désignée comme étant l' « ex-République yougoslave de Macédoine » et reçoit le code FYR, différent du code MKD utilisé par l'ISO.
En mars 2020, la Macédoine du Nord adhère à l'OTAN avec la résolution du conflit sur son nom : le code est alors MKD (conforme à la norme ISO 3166-1).
```
AC ATG  
 
Antigua-et-Barbuda

AF AFG  
 
Afghanistan

AG DZA  
 
Algérie

AJ AZE  
 
Azerbaïdjan

AL ALB  
 
Albanie

AM ARM  
 
Arménie

AN AND  
 
Andorre

AO AGO  
 
Angola

AR ARG  
 
Argentine

AS AUS  
 
Australie

AT AUT  
 
Autriche

BA BHR  
 
Bahreïn

BB BRB  
 
Barbade

BC BWA  
 
Botswana

BE BEL  
 
Belgique

BF BHS  
 
Bahamas

BG BGD  
 
Bangladesh

BH BLZ  
 
Belize

BK BIH  
 
Bosnie-Herzégovine

BL BOL  
 
Bolivie

BM BMR  
 
Birmanie

BN BEN  
 
Bénin

BO BLR  
 
Biélorussie

BP SLB  
 
Îles Salomon

BR BRA  
 
Brésil

BT BTN  
 
Bhoutan

BU BGR  
 
Bulgarie

BX BRN  
 
Brunei

BY BDI  
 
Burundi

CA CAN  
 
Canada

CB KHM  
 
Cambodge

CD TCD  
 
Tchad

CE LKA  
 
Sri Lanka

CF COG  
 
République du Congo

CG COD  
 
République démocratique du Congo

CH CHN  
 
Chine
 
CL CHL  
 
Chili

CM CMR  
 
Cameroun

CN COM  
 
Comores

CO COL  
 
Colombie

CQ MNP  
 
Îles Mariannes du Nord

CS CRI  
 
Costa Rica

CT CAF  
 
République centrafricaine

CU CUB  
 
Cuba

CV CPV  
 
Cap-Vert

CY CYP  
 
Chypre

CZ CZE  
 
Tchéquie

DA DNK  
 
Danemark

DJ DJI  
 
Djibouti

DO DMA  
 
Dominique

DR DOM  
 
République dominicaine

EC ECU  
 
Équateur

EG EGY  
 
Égypte

EK GNQ  
 
Guinée équatoriale

EN EST  
 
Estonie

ER ERI  
 
Érythrée
 

ES ESP  
 
Espagne

ET ETH  
 
Éthiopie

FI FIN  
 
Finlande

FJ FJI  
 
Fidji

FM FSM  
 
États fédérés de Micronésie

FR FRA  
 
France

GA GMB  
 
Gambie

GB GAB  
 
Gabon

GE DEU  
 
Allemagne

GG GEO  
 
Géorgie

GH GHA  
 
Ghana

GJ GRD  
 
Grenade

GR GRC  
 
Grèce

GT GTM  
 
Guatemala

GV GIN  
 
Guinée

GY GUY  
 
Guyana

HA HTI  
 
Haïti

HO HND  
 
Honduras

HR HRV  
 
Croatie

HU HUN  
 
Hongrie

IC ISL  
 
Islande

ID IDN  
 
Indonésie

IE IRL  
 
Irlande

IN IND  
 
Inde

IR IRN  
 
Iran

IS ISR  
 
Israël

IT ITA  
 
Italie

IV CIV  
 
Côte d
'
Ivoire

IZ IRQ  
 
Irak

JA JPN  
 
Japon

JM JAM  
 
Jamaïque

JO JOR  
 
Jordanie

KE KEN  
 
Kenya

KG KGZ  
 
Kirghizistan

KN PRK  
 
Corée du Nord

KR KIR  
 
Kiribati

KS KOR  
 
Corée du Sud

KU KWT  
 
Koweït

KZ KAZ  
 
Kazakhstan

LA LAO  
 
Laos

LE LBN  
 
Liban

LG LVA  
 
Lettonie

LH LTU  
 
Lituanie
```

```
LI LBR  
 
Liberia

LS LIE  
 
Liechtenstein

LT LSO  
 
Lesotho

LU LUX  
 
Luxembourg

LY LBY  
 
Libye

MA MDG  
 
Madagascar

MD MDA  
 
République de Moldavie

ME MNE  
 
Monténégro

MG MNG  
 
Mongolie

MI MWI  
 
Malawi

MK MKD  
 
Macédoine du Nord

ML MLI  
 
Mali

MN MCO  
 
Monaco

MO MAR  
 
Maroc

MP MUS  
 
Maurice

MR MRT  
 
Mauritanie

MT MLT  
 
Malte

MU OMN  
 
Oman

MV MDV  
 
Maldives

MX MEX  
 
Mexique

MY MYS  
 
Malaisie

MZ MOZ  
 
Mozambique

NG NER  
 
Niger

NH VUT  
 
Vanuatu

NI NGA  
 
Nigeria

NL NLD  
 
Pays-Bas

NO NOR  
 
Norvège

NP NPL   
 
Népal

NR NRU  
 
Nauru

NS SUR  
 
Suriname

NU NIC  
 
Nicaragua

NZ NZL  
 
Nouvelle-Zélande

PA PRY  
 
Paraguay

PE PER  
 
Pérou

PK PAK  
 
Pakistan

PL POL  
 
Pologne

PM PAN  
 
Panama

PO PRT  
 
Portugal

PP PNG  
 
Papouasie-Nouvelle-Guinée

PU GNB  
 
Guinée-Bissau

PW PLW  
 
Palaos

QA QAT  
 
Qatar

RM MHL  
 
Îles Marshall

RO ROU  
 
Roumanie

RP PHL  
 
Philippines

RQ PRI  
 
Porto Rico

RS RUS  
 
Russie

RW RWA  
 
Rwanda

SA SAU  
 
Arabie saoudite

SC KNA  
 
Saint-Christophe-et-Niévès

SE SYC  
 
Seychelles

SF ZAF  
 
Afrique du Sud

SG SEN  
 
Sénégal
 

SI SVN  
 
Slovénie

SK SVK  
 
Slovaquie

SL SLE  
 
Sierra Leone

SM SMR  
 
Saint-Marin

SN SGP  
 
Singapour

SO SOM  
 
Somalie

SR SRB  
 
Serbie

SS SSD  
 
Soudan du Sud

ST LCA  
 
Sainte-Lucie

SU SDN  
 
Soudan

SV SLV  
 
Salvador

SW SWE  
 
Suède

SY SYR  
 
Syrie

SZ CHE  
 
Suisse

TC ARE  
 
Émirats arabes unis

TD TTO  
 
Trinité-et-Tobago

TM TLS  
 
Timor oriental

TH THA  
 
Thaïlande

TI TJK  
 
Tadjikistan

TN TON  
 
Tonga

TO TGO  
 
Togo

TP STP  
 
Sao Tomé-et-Principe

TS TUN  
 
Tunisie

TU TUR  
 
Turquie

TV TUV  
 
Tuvalu

TW TWN  
 
Taïwan

TX TKM  
 
Turkménistan

TZ TZN  
 
Tanzanie

UG UGA  
 
Ouganda

UK GBR  
 
Royaume-Uni
 (
Grande-Bretagne
)
UA UKR  
 
Ukraine

US USA  
 
États-Unis

UV BFA  
 
Burkina Faso

UY URY  
 
Uruguay

UZ UZB  
 
Ouzbékistan

VC VCT  
 
Saint-Vincent-et-les-Grenadines

VE VEN  
 
Venezuela

VN VNM  
 
Viêt Nam

VA VAT  
 
Vatican

WA NAM  
 
Namibie

WS WSM  
 
Samoa

WZ SWZ  
 
Eswatini

YE YEM  
 
Yémen

ZA ZMB  
 
Zambie

ZI ZWE  
 
Zimbabwe
```

## Source
- NATO STANAG 1059 (Éd. 7, 2000 et Éd. 8, 2003) Lettres distinctives des entités géographiques à utiliser par les forces de l'OTAN / Distinguishing Letters for Geographical Entities for Use in NATO